# لا تذكريني (فلم)
لا تذكريني هو فيلم مصري عرض عام 1961، بطولة شادية وعماد حمدي، ومن إخراج محمود ذو الفقار.

## قصة الفيلم
فتاة تواقة إلى الثراء تتزوج من طبيب شاب، وتلد له طفلة جميلة، لكن طموحها يجعلها ترتبط بأكثر من علاقة، يدفعها عشيقها إلى الطلاق من زوجها، فيوافق الزوج أن يحتفظ بحضانة الابنة، وتصير عشيقة الرجل الذي يدفع بها إلى أحد الوزراء من أجل الوصول إلى درجة عالية في الوزارة.

## طاقم التمثيل
- شادية: (ناهد)
- عماد حمدي: (حمدي)
- حسين رياض: (الباشا)
- لبنى عبد العزيز: (نوال)
- عايدة هلال: (تاتا)
- إستفان روستي: (إسماعيل)
- يوسف فخر الدين: (يوسف)
- أحمد لوكسر: (وجيه)
- ثريا فخري: (والدة ناهد)
- عبد الغني قمر: (شرارة)
- عفاف شاكر
- علي عرابي: (عبده)
- محمد رضا: (رئيس التحرير)
- ميمي جمال: (ديدي)
- نصر الدين مصطفى
- إكرام عزو: (نوال الصغيرة)
- عبد المنعم إسماعيل: (المعلم)
- حسين إسماعيل: (أحد الباشاوات)
- عبد الغني ناصر: (الطبيب)
- وهبة حسب الله: (الطبيب المنزلي)
- عبد الغني طاهر

## فريق العمل
- إخراج: محمود ذو الفقار
- قصة: محمود إسماعيل
- سيناريو: محمود ذو الفقار، عبد الحي أديب
- حوار: محمد أبو يوسف
- مدير التصوير: علي حسن
- مونتاج: فكري رستم
- إنتاج: الشركة العربية للسينما (رمسيس نجيب)
- توزيع: دولار فيلم
- تأليف الأغاني: فتحي قورة
- ألحان الأغاني: بليغ حمدي، منير مراد

## روابط خارجية
- مقالات تستعمل روابط فنية بلا صلة مع ويكي بيانات